# Marietta Rareș
Marietta Rareș (n. 30 martie 1897, București, România – d. 4 februarie 1994, București, România) a fost o actriță română de teatru și film.

## Biografie
S-a născut la București la 30 martie 1897, cu numele de Marietta Ionescu. A debutat ca actriță în 1914, la vârsta de 17 ani, în cadrul Companiei Marioara Voiculescu - Bulandra, într-o comedie de Sacha Guitry, și a jucat în octombrie 1915 în piesa Trandafirii roșii de Zaharia Bârsan. A absolvit cursurile Conservatorului de Muzică și Artă Dramatică din București în anul 1918. A făcut parte din trupa soților Bulandra, jucând în anii 1919–1925 și 1932–1938 diferite roluri: de la tânăra ingenuă visătoare până la tipuri de femeie cochete și provocatoare. Cele mai cunoscute roluri au fost: Ketty din Heidelbergul de altădată (1918) de Wilhelm Meyer-Förster, unde a jucat alături de Tony Bulandra, subreta din Avarul (1922), alături de Lucia Sturdza-Bulandra și Maria Antonovna din Revizorul de Nikolai Gogol, alături de Velimir Maximilian în rolul Hlestakov.
A fost actriță la Teatrul Mic din București (1925–1927) și la Teatrul Fantasio din Constanța (1927–1930), unde a jucat, adesea alături de Ion Iancovescu și Gheorghe Timică, în farse și comedii bulevardiere. După un scurt popas în trupa Mariei Ventura (1931-1932), cu care a efectuat turnee în perioada de vară, a revenit în trupa soților Bulandra, unde a rămas până în 1938. A fost angajată apoi la Teatrul Național din București (1939–1941), unde a jucat alături de Ion Finteșteanu, Natașa Alexandra și Victoria Mierlescu. Regizorul Val Mugur o elogia astfel într-un program de spectacol din 1944: „A avut totuși un nenoroc Marietta Rareș în teatru. A exclus vulgaritatea prin temperament și din punctul acesta de vedere, a fost una din cele mai fără noroc actrițe la noi. Trebuie felicitată pentru acest avantaj de stil”.
Marietta Rareș a făcut parte timp de trei ani (1944–1947) din trupa Teatrului Nostru, condus de Dina Cocea, unde a jucat în piese scrise de William Shakespeare, Eugene O'Neill și Jean Anouilh, și apoi un an (1947–1948) din trupa Teatrului Odeon (în prezent studioul „C. Nottara”), condus de Marietta Sadova, unde a jucat alături de Clody Berthola, Dan Nasta, Nicolae Tomazoglu, Marietta Sadova, Liviu Ciulei, Corina Constantinescu și Dem Savu și s-a impus prin interpretarea unor roluri de compoziție în piesele Cei din urmă de Maxim Gorki și Îmi amintesc de mama de John Van Drutten.
Actorii Teatrului Odeon au fost transferați disciplinar la teatrele de stat în urma conferinței despre „libertatea creației” susținută de Alice Voinescu în primăvara anului 1948, iar Marietta Rareș a devenit actriță la Teatrul Municipal din București, condus în acea perioadă de fosta ei patroană, Lucia Sturdza Bulandra. Acolo a interpretat roluri secundare, cărora le-a conferit forță, în piese de succes precum Pescărușul lui Cehov. S-a pensionat în anul 1959, la vârsta de 62 de ani.
A jucat, de asemenea, în filme, fiind cunoscută mai ales prin rolul mamei lui Ghiță din La Moara cu noroc (1956), în regia lui Victor Iliu.
A obținut titlul de artist emerit (1957). A fost distinsă cu Premiul UNITER pentru întreaga activitate la 31 ianuarie 1994. A murit câteva zile mai târziu la București.

## Filmografie
- Ecaterina Teodoroiu (1921) - Ecaterina Teodoroiu
- Ecaterina Teodoroiu (1930)
- În sat la noi (1951) - soția lui Ion Lepădat
- La „Moara cu noroc” (1957) - Bătrâna, mama Anei
- Gaudeamus igitur (1965)
- Sărutul (1965)
- Puterea și adevărul (1972)
- Cireșarii (1972) - Bunica
- Aus dem Leben eines Taugenichts (1973)
- Revanșa (1978) - mama lui Pârvu
- Cianura... și picătura de ploaie (1978) - mama lui Gheorghiu
- Cine mă strigă (1980) - Bunica
- Lumina palidă a durerii (1980) - Tudora
- Ștefan Luchian (1981)
- Femeia din Ursa Mare (1982)
- Pădurea nebună (1982)
- La capătul liniei (1983) - soacra domnișoarei Iliescu

## Distincții
- Crucea „Meritul Sanitar” cl. I (9 mai 1942) pentru „devotament și abnegație în opera de îngrijire a răniților de războiu, aducând și importante contribuțiuni de ordin moral și material în greaua misiune de organizarea și întreținere a spitalelor de răniți”[5]
- Medalia Muncii (9 iunie 1954) „pentru merite deosebite în domeniul artei teatrale”[6]
- titlul de Artist Emerit al Republicii Populare Romîne (25 decembrie 1957) „cu prilejul împlinirii a zece ani de activitate a Teatrului Municipal din București, pentru merite deosebite în activitatea artistică”[3]